# Granplattnos
Granplattnos (Allandrus undulatus) är en skalbagge som beskrevs 1795 av Georg Wolfgang Franz Panzer. Arten ingår i släktet Allandrus, familjen plattnosvivlar och överfamiljen vivlar. Arten är reproducerande i Sverige.